# 안청중학교
안청중학교(安靑中學校)는 대한민국의 경기도 안성시 당왕동에 있는 사립 중학교이다. 

## 학교 연혁
- 1925년 5월 10일 : 초등과정 안청고등공민학교 설립(설립자 김태영, 안성읍 창정리 66번지)
- 1952년 10월 21일 : 안청중학교 개교(초대 교장 김태영 취임)
- 1964년 1월 24일 : 학교법인 안청학원으로 법인 조직 변경
- 1987년 6월 28일 : 신축교사 준공 및 이전(안성시 당왕동 10-1번지)
- 2017년 9월 1일 : 제6대 김진훈 교장 취임
- 2017년 12월 20일 : 다목적 체육관 『한울관』 준공
- 2018년 3월 1일 : 학급수 15학급 편성
- 2018년 3월 1일 : 학교 육상부 재창단
- 2019년 12월 30일 : 가람도서관 리모델링 완공(162m2 면적)
- 2022년 3월 1일 : 혁신학교 지정 운영 (경기도교육청)
- 2024년 1월 5일 : 제72회 졸업식 (연누계 졸업생 15,127 명)

- 안청중학교 - 한국교육학술정보원 학교알리미